# Apyre
Apyre é um gênero de traça pertencente à família Arctiidae.